# Vaccinium myrtillus
Il mirtillo nero (Vaccinium myrtillus L., 1753) è un arbusto da frutto appartenente alla famiglia delle Ericacee, il cui frutto, il mirtillo, viene catalogato tra i frutti di bosco.
Non va confuso con il mirtillo gigante americano (Vaccinium corymbosum), specie ampiamente coltivata e venduta, alta fino a 2–3 m e con frutti più grandi.

## Descrizione

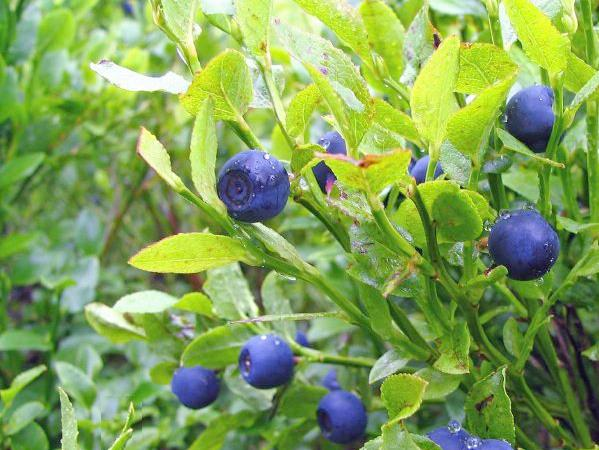
Mirtilli neri

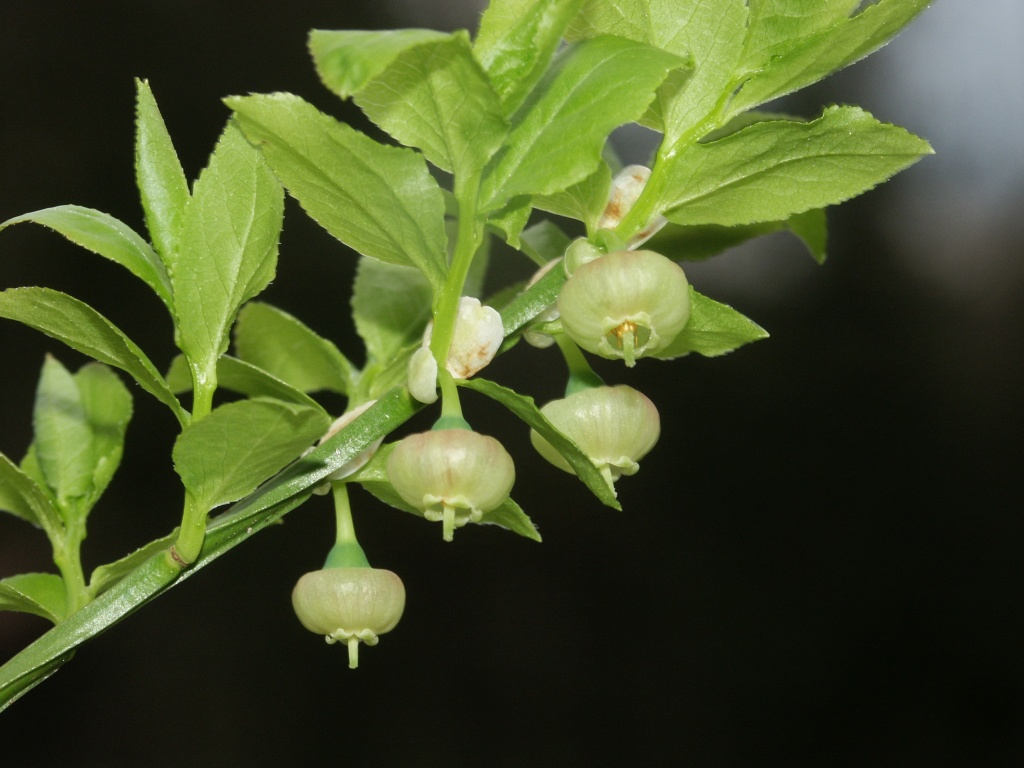
Mirtillo in fiore. Notare l'aspetto dei fiori, tipico delle Ericaceae

Il mirtillo nero è un piccolo arbusto, caducifoglia e latifoglia, con portamento espanso di altezza compresa tra 20 e 60 cm, le cui foglie sono ovali e verde chiaro. Si allarga più in orizzontale che in verticale, ma con crescita molto lenta.
I fiori sono bianchi e hanno una forma tipica a orcio rovesciato, con petali saldati tra loro. L'ovario è infero. La fioritura si ha in maggio, mentre la fruttificazione in luglio-agosto.
I frutti sono piccole pseudobacche bluastre, in quanto hanno l'aspetto di bacche, ma alla loro formazione contribuiscono ovario, sepali, petali e stami.

### Mirtillo con i frutti bianchi
Nel Parco Nazionale dell'Appennino Tosco-Emiliano, nella zona del Passo del Cerreto, è stata individuata una popolazione di Vaccinium myrtillus con i frutti bianchi, quasi del tutto privi di pigmenti (antociani). Le cause del fenomeno potrebbero essere di ordine patologico o genetico.

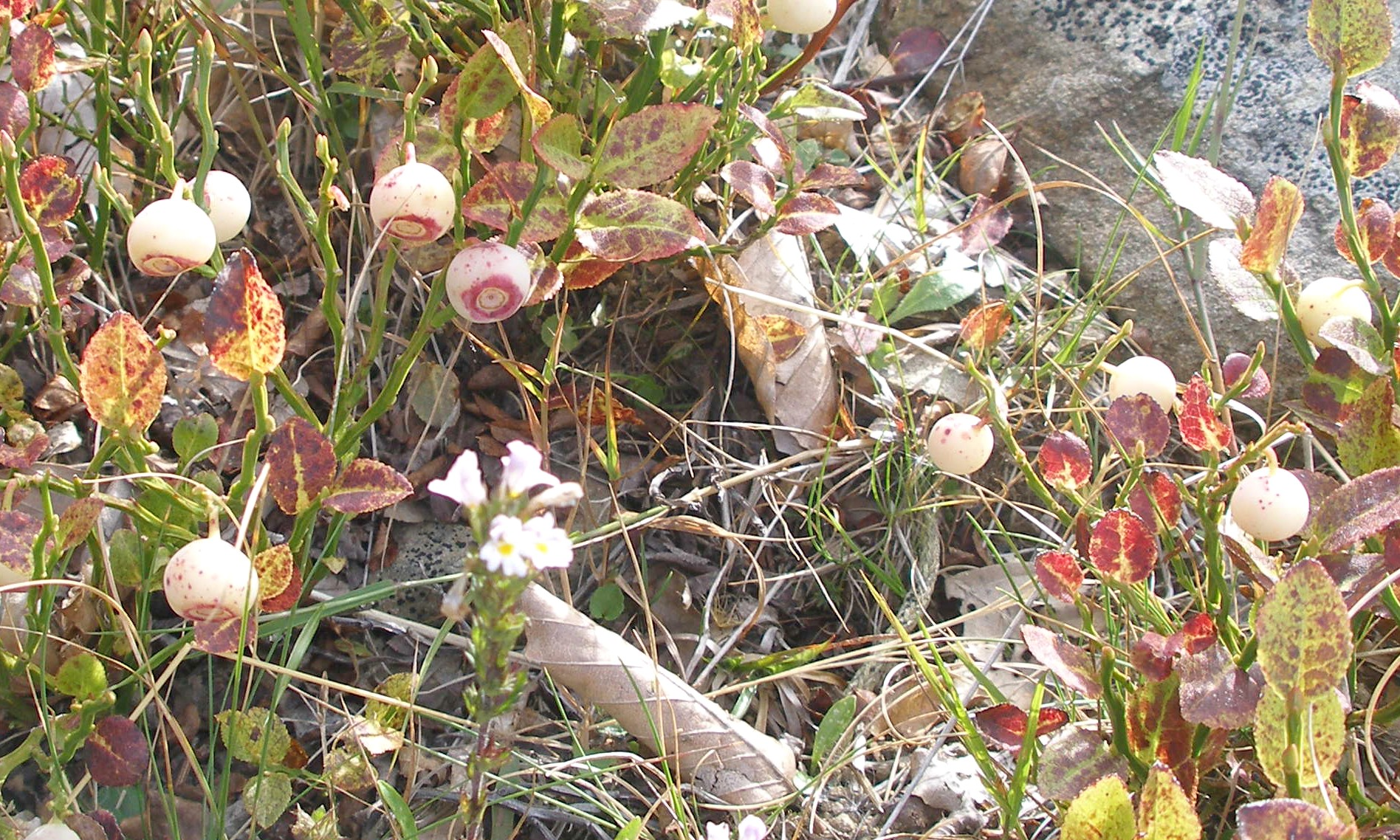
Mirtillo con i frutti bianchi
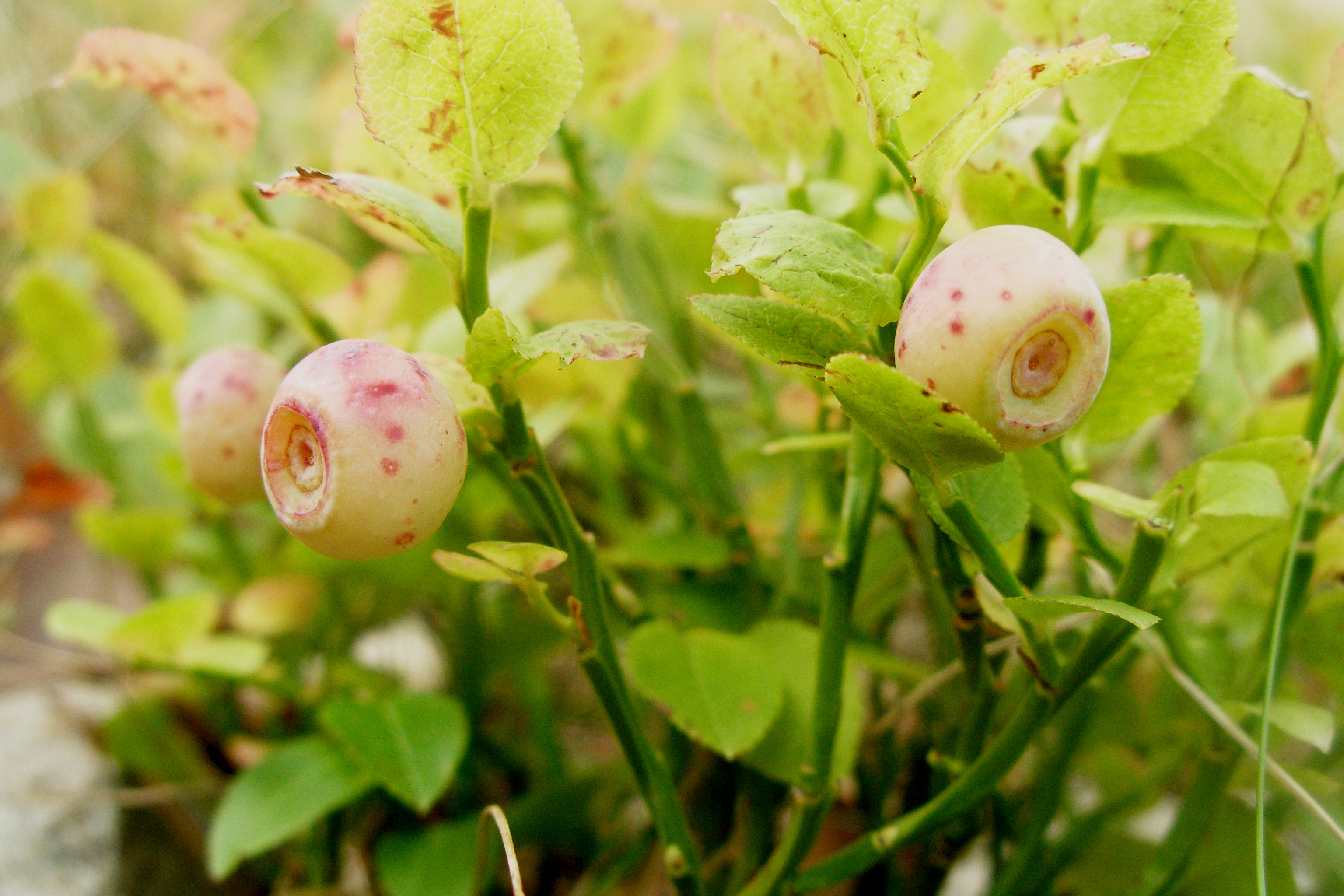
Mirtillo con i frutti bianchi

## Distribuzione e habitat
La specie cresce spontanea in Eurasia. In Italia è presente sulle Alpi e sugli Appennini.
Vaccinium myrtillus presenta una valenza cenotica ed ecologica piuttosto ampia in quanto è presente nelle peccete e nelle faggete subalpine e montane, purché con substrato a pH acido.

## Proprietà
I principali costituenti sono le antocianine (0,5%); altri costituenti sono i tannini, alcuni acidi organici tra cui quelli idrossicinnamici e l'acido salicilico, vari glicosidi flavonolici e flavan-3-oli, iridoidi, terpeni e pectine.

## Usi

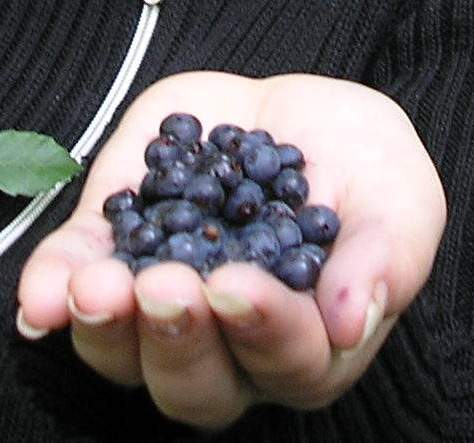
Frutti

### Uso alimentare
Il mirtillo contiene quantità di acidi organici (citrico, malico,...), zuccheri, pectine, tannini, mirtillina (glucoside colorante), antocianine, vitamina A, C e, in quantità minore, vitamina B. I frutti si consumano freschi o trasformati in succo o confettura, o anche in pasticceria.

## Produzione
I mirtilli presenti nei circuiti commerciali mondiali appartengono alla specie Vaccinium corymbosum; il Vaccinium myrtillus è invece una specie selvatica e la sua distribuzione è limitata ai mercati locali, prevalentemente nelle aree montane e a piccole produzioni di confetture e gelatine.

### Usi officinali
I frutti essiccati hanno proprietà astringenti e possono essere utilizzati come antidiarroici. Alcune delle sostanze presenti nel mirtillo si sono dimostrate utili per la circolazione sanguigna, per gli occhi, e anche contro il diabete. In particolare si sottolineano le proprietà favorevoli delle antocianine sui capillari della retina essendo in grado di proteggere le pareti dei vasi capillari e di svolgere un'azione benefica sulla microcircolazione e nei problemi vascolari.

### Altri usi
I frutti del mirtillo venivano utilizzati per tingere di blu violetto i tessuti.
È pianta visitata dalle api per il polline ed il nettare.